# Макэнафф, Джоби
Джо́эл Джо́шуа Фре́дерик Ме́лвин «Джо́би» Макэ́нафф (англ. Joel Joshua Frederick Melvin "Jobi" McAnuff; род. 9 ноября 1981, Эдмонтон, Большой Лондон) — футболист, игравший на позиции вингера, а также на позиции центрального полузащитника. После завершения карьеры работал телеэкспертом.
Он начал свою карьеру в «Уимблдоне», сыграв за клуб более 100 матчей, а затем непродолжительное время выступал за «Вест Хэм Юнайтед» и «Кардифф Сити». В 2005 году Макэнафф присоединился к «Кристал Пэласу», проведя там два года, после чего нашёл себе новый клуб, на этот раз «Уотфорд», а затем присоединился к «Редингу» в 2009 году. В 2011 году он был назначен капитаном команды и провёл за неё более 200 матчей во всех соревнованиях. До выхода «Рединга» в Премьер-лигу в сезоне 2011/2012 всю свою карьеру играл во втором дивизионе Англии, проведя в нём более 400 матчей. В 2014 году присоединился к «Лейтон Ориенту», где и провёл заключительные 7 лет своей карьеры с годовым перерывом на «Стивенидж».
Макэнафф родился в Лондоне, но представлял на международном уровне Ямайку, страну рождения своего отца. Он дебютировал за сборную в мае 2002 года, хотя его следующая игра за неё состоялась лишь почти одиннадцать лет спустя, в феврале 2013 года. Он был частью команды, выигравшей Карибский кубок 2014 года, ставшей серебряным призёром Золотого кубка КОНКАКАФ 2015 года и принявшей участие в Кубке Америки 2015 года и Кубке Америки 2016 года.

## Клубная карьера

### Ранняя карьера
Макэнафф родился в Эдмонтоне, Лондон. Его профессиональный дебют состоялся в сезоне 2001/2002 за команду Первого дивизиона «Уимблдон». Он сыграл за клуб 104 игры и забил 15 голов, оставаясь там до последнего сезона в истории «Уимблдона», 2003/2004. В марте 2003 года менеджер «Портсмута» Гарри Реднапп договорился о привлечении Макэнаффа и его товарища по команде Найджела Рео-Кокера в клуб южного побережья для подготовки к их первому сезону в Премьер-лиге. Финансовые проблемы привели к тому, что игрок остался в «Уимблдоне», несмотря на то, что уже подписал контракт с «Портсмутом».
К моменту январского трансферного окна 2004 года «Уимблдон» попал под внешнее управление, в связи с чем тренер «Вест Хэма» Алан Пардью сумел подписать Макэнаффа в «Вест Хэм Юнайтед», где тот воссоединился с бывшими игроками «Уимблдона» Найджелом Рео-Кокером и Адамом Ноулендом. За клуб он сыграл всего 14 игр, забив 1 гол команде «Кру Александра». Чтобы получить средства для будущих трансферов, Пардью был вынужден продать Макэнаффа, и 12 августа 2004 года он перешёл в «Кардифф Сити» за сумму в 250 000 фунтов стерлингов и практически постоянно выступал за новый клуб в свой первый год. Он дебютировал против команды «Ипсвич Таун» и забил свой первый гол 3 месяца спустя в матче против своей бывшей команды «Вест Хэм Юнайтед» (4:1). В «Кардиффе» он сыграл 48 игр и забил 3 гола. Поскольку «Кардифф» испытывал финансовые трудности, Макэнафф покинул клуб в конце сезона 2004/2005, присоединившись к «Кристал Пэласу» за сумму трансфера в размере около 600 000 фунтов стерлингов.

### «Кристал Пэлас»
В своём первом сезоне в «Селхерст Парк» Макэнафф сыграл 43 игры и забил восемь голов во всех турнирах. По итогам сезона команда заняла шестое место и приняла участие в плей-офф, однако вылетела на стадии полуфинала, не сумев обыграть «Уотфорд». Во время трансферного окна летом 2006 года было объявлено, что он останется в «Кристал Пэлас», несмотря на слухи об уходе, и будет играть за «орлов» под руководством нового босса Питера Тейлора. Следующий сезон «Кристал Пэлас» завершил только на 12-м месте.

### «Уотфорд»

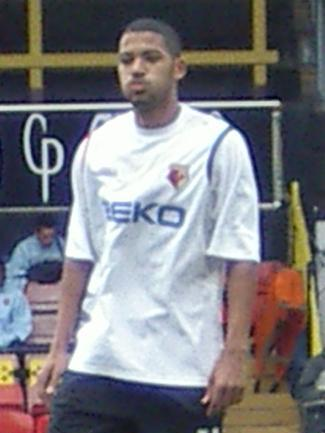
Макэнафф играет за «Уотфорд» в 2008 году

После менее успешного сезона 2006/2007 Макэнафф переехал в «Уотфорд» в июне 2007 года за сумму трансфера в 1,75 миллион фунтов стерлингов. В сезоне 2008/2009 «Уотфорд» сумел добраться до четвертьфинала Кубка лиги, Макэнафф вышел на поле в четвертьфинальном матче против «Тоттенхэма» (1:2) в стартовом составе. Всего за 3 сезона в составе клуба Макэнафф провёл 82 игры в чемпионате и забил 5 голов.

### «Рединг»

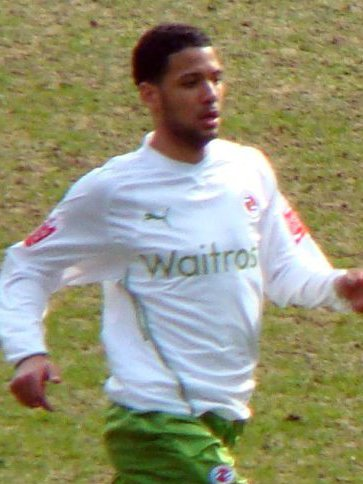
Макэнафф играет за «Рединг» в 2010 году

27 августа 2009 года Макэнафф присоединился к «Редингу», которым тогда руководил бывший тренер «Уотфорда» Брендан Роджерс, и подписал трёхлетний контракт за нераскрытую сумму. 26 сентября 2009 года он дебютировал против своего бывшего клуба «Уотфорд», а свой первый гол забил месяц спустя 31 октября в победном матче против «Ковентри Сити» (3:1).
В полуфинале плей-офф за выход в Премьер-лигу 2011 года Макэнафф забил третий гол в ворота «Кардифф Сити», закрепив победу со счётом 3:0 и отправив «Рединг» на «Уэмбли» в финал против «Суонси Сити». Макэнафф вышел в финале в стартовом составе и отдал результативные передачи на оба забитых мяча «Рединга», но не смог предотвратить поражение команды. Через несколько месяцев после поражения в финале плей-офф клуб покинули Ивар Ингимарссон и Мэтт Миллс, в связи с чем 13 июля 2011 года, через несколько дней после продления контракта до 2014 года, Макэнафф был назначен новым капитаном «Рединга». Футболист отдал дань уважения своим предшественникам и назвал полученную капитанскую повязку «огромной честью».
В сезоне 2012/2013 Макэнафф впервые за свою двенадцатилетнюю карьеру сыграл в Премьер-лиге. К 27 ноября он отдал четыре голевых передачи, занимая третье место в таблице лучших ассистентов. В феврале Джоби сумел отметиться своим первым голом в сезоне, забив в матче пятого раунда Кубка Англии против «Манчестер Юнайтед» (1:2) на «Олд Траффорд».
По завершении сезона 2013/2014 футболист покинул клуб. Макэнафф дал эксклюзивное интервью Get Reading, заявив: «Моё время в „Рединге“ было фантастическим. Это была очень приятная глава в моей жизни, к тому же стабильная. Пять сезонов — это большой период моей карьеры. Я играл за клуб с огромной гордостью и удовольствием. У меня было много прекрасных моментов, очевидно, победа в Чемпионшипе, но были и неудачи. Фантастический опыт, это период моей карьеры, который я никогда не забуду».

### «Лейтон Ориент»
25 июля 2014 года Макэнафф подписал двухлетний контракт с клубом Лиги 1 «Лейтон Ориент». В мае 2016 года было объявлено, что контракт Макэнаффа с «Лейтон Ориент» не будет продлён и игрок покинет клуб.
В июне 2016 года Макэнафф проходил просмотр в «Миннесоте Юнайтед» из Североамериканской футбольной лиги. 25 июня 2016 года полузащитник сыграл за «Миннесоту Юнайтед» в товарищеском матче против клуба «Леон» из чемпионата Мексики в первом в истории футбольном матче на новом стадионе «Таргет-филд».

### «Стивенидж»
19 июля 2016 года Макэнафф подписал контракт с командой второй лиги «Стивенидж» на правах свободного агента. По итогам сезона провёл 31 матч и забил 4 гола, а его команда финишировала на 10-м месте.

### Возвращение в «Лейтон Ориент»
20 июля 2017 года было объявлено, что Макэнафф вернётся в «Лейтон Ориент», подписав контракт на один год. Уже зимой того же года стало известно о продлении контракта до лета 2019 года. Он был капитаном команды в сезоне 2018/2019 и выиграл чемпионский титул Национальной лиги. В 2019 году Макэнафф договорился о ещё одном продлении контракта и перешёл на роль играющего тренера.
28 февраля 2021 года Джоби был назначен исполняющим обязанности главного тренера клуба «Лейтон Ориент» после увольнения Росса Эмблтона. По завершении сезона он завершил игровую карьеру. 8 мая 2021 года Макэнафф покинул тренерскую должность, а следом и клуб.

## Карьера в сборной
Макэнафф родился в Англии и получил право играть за сборную Ямайки благодаря своему отцу, родившемуся на Ямайке. 18 мая 2002 года он дебютировал на международной арене в товарищеском матче Unity Cup против Нигерии на «Лофтус Роуд», выйдя на замену на 55-й минуте вместо Омара Дейли. 24 января 2013 года, более чем через десять лет после первого матча за сборную, Макэнафф был вызван в сборную Ямайки на игру против Мексики 7 февраля вместе с другими игроками «Рединга» Эдрианом Мариаппой и Гаретом Макклири. Он начал игру в стартовом составе и помог Ямайке добиться ничьей 0:0 на стадионе «Ацтека». Макэнафф входил в состав сборной Ямайки, которая выиграла Карибский кубок 2014 года на своей территории, забив гол в серии пенальти после нулевой ничьей с Тринидадом и Тобаго в финале в Монтего-Бей. В 2015 году полузащитник был вызван на два турнира сборных, Кубок Америки и Золотой кубок КОНКАКАФ, в рамках которых принял участие во всех трёх и шести матчах соответственно. Особенно успешным для сборной Ямайки выдался последний турнир: ямайцы сумели выйти в финал, в котором уступили мексиканцам со счётом 1:3. На Кубке Америки 2016 года, проходившем в США, принял участие во всех трёх матчах Ямайки на групповом этапе.

## Карьерная статистика

### Клуб
| Выступление      | Выступление       | Выступление      | Чемпионат | Чемпионат | Кубок | Кубок | Кубок лиги | Кубок лиги | Прочие | Прочие | Итого | Итого |
| Клуб             | Лига              | Сезон            | Игры      | Голы      | Игры  | Голы  | Игры       | Голы       | Игры   | Голы   | Игры  | Голы  |
| ---------------- | ----------------- | ---------------- | --------- | --------- | ----- | ----- | ---------- | ---------- | ------ | ------ | ----- | ----- |
| Уимблдон         | Первый дивизион   | 2001/2002        | 38        | 4         | 2     | 0     | 0          | 0          | —      | —      | 40    | 4     |
| Уимблдон         | Первый дивизион   | 2002/2003        | 31        | 4         | 1     | 1     | 2          | 1          | —      | —      | 34    | 6     |
| Уимблдон         | Первый дивизион   | 2003/2004        | 27        | 5         | 3     | 0     | 0          | 0          | —      | —      | 30    | 5     |
| Уимблдон         | Итого             | Итого            | 96        | 13        | 6     | 1     | 2          | 1          | —      | —      | 104   | 15    |
| Вест Хэм Юнайтед | Первый дивизион   | 2003/2004        | 12        | 1         | —     | —     | —          | —          | 1      | 0      | 13    | 1     |
| Вест Хэм Юнайтед | Чемпионшип        | 2004/2005        | 1         | 0         | —     | —     | —          | —          | —      | —      | 1     | 0     |
| Вест Хэм Юнайтед | Итого             | Итого            | 13        | 1         | —     | —     | —          | —          | 1      | 0      | 14    | 1     |
| Кардифф Сити     | Чемпионшип        | 2004/2005        | 43        | 2         | 2     | 1     | 3          | 0          | —      | —      | 48    | 3     |
| Кардифф Сити     | Итого             | Итого            | 43        | 2         | 2     | 1     | 3          | 0          | —      | —      | 48    | 3     |
| Кристал Пэлас    | Чемпионшип        | 2005/2006        | 41        | 7         | 2     | 1     | 2          | 0          | 2      | 0      | 47    | 8     |
| Кристал Пэлас    | Чемпионшип        | 2006/2007        | 34        | 5         | 2     | 1     | 0          | 0          | —      | —      | 36    | 6     |
| Кристал Пэлас    | Итого             | Итого            | 75        | 12        | 4     | 2     | 2          | 0          | 2      | 0      | 83    | 14    |
| Уотфорд          | Чемпионшип        | 2007/2008        | 39        | 2         | 2     | 0     | 0          | 0          | 2      | 0      | 43    | 2     |
| Уотфорд          | Чемпионшип        | 2008/2009        | 40        | 3         | 3     | 0     | 2          | 0          | —      | —      | 45    | 3     |
| Уотфорд          | Чемпионшип        | 2009/2010        | 3         | 0         | —     | —     | 1          | 0          | —      | —      | 4     | 0     |
| Уотфорд          | Итого             | Итого            | 82        | 5         | 5     | 0     | 3          | 0          | 2      | 0      | 92    | 5     |
| Рединг           | Чемпионшип        | 2009/2010        | 36        | 3         | 5     | 0     | —          | —          | —      | —      | 41    | 3     |
| Рединг           | Чемпионшип        | 2010/2011        | 40        | 4         | 4     | 0     | 0          | 0          | 3      | 1      | 47    | 5     |
| Рединг           | Чемпионшип        | 2011/2012        | 40        | 5         | 1     | 0     | 1          | 0          | —      | —      | 42    | 5     |
| Рединг           | Премьер-лига      | 2012/2013        | 38        | 0         | 1     | 1     | 2          | 0          | —      | —      | 41    | 1     |
| Рединг           | Чемпионшип        | 2013/2014        | 35        | 2         | 0     | 0     | 0          | 0          | —      | —      | 35    | 2     |
| Рединг           | Итого             | Итого            | 189       | 14        | 11    | 1     | 3          | 0          | 3      | 1      | 206   | 16    |
| Лейтон Ориент    | Лига 1            | 2014/2015        | 34        | 3         | 0     | 0     | 2          | 0          | 2      | 0      | 38    | 3     |
| Лейтон Ориент    | Лига 2            | 2015/2016        | 17        | 3         | 2     | 0     | 0          | 0          | 0      | 0      | 19    | 3     |
| Лейтон Ориент    | Итого             | Итого            | 51        | 6         | 2     | 0     | 2          | 0          | 2      | 0      | 57    | 6     |
| Стивенидж        | Лига 2            | 2016/2017        | 31        | 4         | 0     | 0     | 2          | 0          | 0      | 0      | 33    | 4     |
| Стивенидж        | Итого             | Итого            | 31        | 4         | 0     | 0     | 2          | 0          | 0      | 0      | 33    | 4     |
| Лейтон Ориент    | Национальная лига | 2017/2018        | 37        | 6         | 0     | 0     | —          | —          | 3      | 0      | 40    | 6     |
| Лейтон Ориент    | Национальная лига | 2018/2019        | 38        | 5         | 1     | 0     | —          | —          | 4      | 0      | 43    | 5     |
| Лейтон Ориент    | Лига 2            | 2019/2020        | 1         | 0         | 0     | 0     | 0          | 0          | 0      | 0      | 1     | 0     |
| Лейтон Ориент    | Лига 2            | 2020/2021        | 33        | 2         | 1     | 0     | 2          | 1          | 0      | 0      | 36    | 3     |
| Лейтон Ориент    | Итого             | Итого            | 109       | 13        | 2     | 0     | 2          | 1          | 7      | 0      | 120   | 14    |
| Итого за карьеру | Итого за карьеру  | Итого за карьеру | 689       | 70        | 32    | 5     | 19         | 2          | 17     | 1      | 757   | 78    |

### Международная
| Сборная | Год   | Матчи | Голы |
| ------- | ----- | ----- | ---- |
| Ямайка  | 2002  | 1     | 0    |
| Ямайка  | 2013  | 7     | 0    |
| Ямайка  | 2014  | 4     | 0    |
| Ямайка  | 2015  | 12    | 1    |
| Ямайка  | 2016  | 8     | 0    |
| Итого   | Итого | 32    | 1    |

| Номер | Дата        | Место проведения            | Матч | Противник  | Счёт | Результат | Соревнование                |
| ----- | ----------- | --------------------------- | ---- | ---------- | ---- | --------- | --------------------------- |
| 1     | 8 июня 2015 | Стабхаб Сентер, Карсон, США | 17   | Коста-Рика | 2:2  | 2:2       | Золотой кубок КОНКАКАФ 2015 |

## Тренерская статистика
| Команда       | Страна | Начало работы   | Окончание работы | Результаты | Результаты | Результаты | Результаты | Результаты | Результаты | Результаты | Результаты | Примечания |
| Команда       | Страна | Начало работы   | Окончание работы | И          | В          | Н          | П          | МЗ         | МП         | РМ         | % побед    | Примечания |
| ------------- | ------ | --------------- | ---------------- | ---------- | ---------- | ---------- | ---------- | ---------- | ---------- | ---------- | ---------- | ---------- |
| Лейтон Ориент | Англия | 28 февраля 2021 | 8 мая 2021       | 16         | 6          | 4          | 6          | 17         | 21         | −4         | 037,50     | [ 64 ]     |
| Total         | Total  | Total           | Total            | 16         | 6          | 4          | 6          | 17         | 21         | −4         | 037,50     | —          |

## Достижения
«Рединг»
- Чемпионат Футбольной лиги: 2011/2012

«Лейтон Ориент»
- Национальная лига: 2018/2019[65]
- Финалист Трофея Футбольной ассоциации: 2018/2019[66]

Ямайка
- Кубок Карибского бассейна: 2014

Индивидуальные
- Премия сэра Тома Финни: 2022[67]
- Команда года Национальной лиги: 2018/2019[68]
- Зал славы «Лейтон Ориент»[69]